# Angel Wicky
Angel Wicky (Pelhřimov, República Checa; 8 de abril de 1991) es una actriz pornográfica y modelo erótica checa.

## Biografía
Nació en abril de 1991 en la pequeña ciudad checa de Pelhřimov, localidad y capital del distrito de Pelhřimov, en la región de Vysočina. Estudió canto y teatro, ingresó en un conservatorio musical y se graduó en la Universidad Masaryk.
Poco después de cumplir los 18 años, en 2009, acudió a algunas agencias y realizó sus primeros cástines como modelo. Fue también en esta etapa cuando se decidió a entrar en la industria pornográfica, debutando ese año.
Como modelo erótica han destacado sus trabajos con Playboy, revista para la que ha pasado en 6 ocasiones tanto en la versión checa como en la eslovaca o austríaca.
Como actriz, ha trabajado con productoras europeas y estadounidenses como Hustler, Evil Angel, Wicked, Brazzers, Private, 21Sextury, Marc Dorcel, Digital Playground, Reality Kings, Mofos, Kink.com o Adam & Eve, entre otras.
En 2019 recibió la nominación de los Premios XBIZ en la categoría de Artista femenina extranjera del año.
Ha rodado más de 610 películas como actriz.
Películas suyas son Anal Titans, Bubble Butt Anal Slut 4, D Cup Pleasures, Girls 'N Dolls, Handfuls of Tits, Jiggling Juggs 2, Make Me Squirt, Milf Creampies 2, Perry's DPs 7, Rocco's Best MILFs, Sneaky Sex 4 o Tit Hunter.

## Premios y nominaciones
| Año  | Ceremonia           | Resultado | Premio                              | Trabajo |
| ---- | ------------------- | --------- | ----------------------------------- | ------- |
| 2017 | Premios Venus       | Nominada  | Beste Darstellerin Europa           | —       |
| 2018 | Premios Venus       | Nominada  | Beste Virtual Reality Darstellerin  | —       |
| 2018 | Premios XBIZ Europa | Nominada  | Artista femenina del año            | —       |
| 2018 | Premios XCritic     | Nominada  | Artista femenina extranjera del año | —       |
| 2019 | Premios XBIZ        | Nominada  | Artista femenina extranjera del año | —       |